# Mario Lusiani
Mario Lusiani (Vescovana, 4 de mayo de 1903-Turín, 3 de septiembre de 1964) fue un deportista italiano que compitió en ciclismo en la modalidad de pista. Participó en los Juegos Olímpicos de Ámsterdam 1928, obteniendo una medalla de oro en la prueba de persecución por equipos.

## Medallero internacional
| Juegos Olímpicos | Juegos Olímpicos         | Juegos Olímpicos | Juegos Olímpicos        |
| Año              | Lugar                    | Medalla          | Competición             |
| ---------------- | ------------------------ | ---------------- | ----------------------- |
| 1928             | Ámsterdam (Países Bajos) | Medalla de oro   | Persecución por equipos |